# 绿蓉卷管螺
绿蓉卷管螺（学名：Glyphostoma lyuhrurngae），是新腹足目卷管螺科Glyphostoma属的一种。主要分布于台湾，常栖息在泥沙海底。